# Armoiries de l'Égypte
Dans les armoiries de l'Égypte, l'aigle de Saladin soutient un écusson avec les couleurs du drapeau national, et un rouleau avec l'inscription « République arabe d'Égypte » (Gumhuriyyat Miṣr al-ʿArabiyya, en arabe جمهورية مصر العربية). Lorsqu'il est sur le drapeau du pays, c'est une version différente des armoiries avec uniquement les couleurs or et blanche.

## Anciennes armoiries
Durant la période de la République arabe unie, les deux étoiles vertes du drapeau de la République apparaissent dans la bande blanche de l'écusson. Elle persistent à la fin de l'Union jusqu'en 1971.
Entre 1972 et 1984, l'aigle est remplacé par le faucon d'or de Quraych dans le cadre de l'Union des Républiques arabes.

Armoiries du sultanat d'Égypte (1914-1922)
Armoiries du royaume d'Égypte (1922-1953)
Armoiries de la république d'Égypte (1953-1958)
Armoiries de la République arabe unie (1958-1971)
Armoiries de l'Égypte dans l'Union des Républiques arabes (1972-1984)